# Agesilão Pereira da Silva
Agesilão Pereira da Silva (? — ?) foi um político brasileiro.
Foi presidente da província do Amazonas, de 26 de maio de 1877 a 14 de fevereiro de 1878.